# Ousman Krubally
Ousman Krubaly, né le 13 mars 1988 à Atlanta aux États-Unis, est un joueur américano-gambien de basket-ball. Il évolue au poste d'ailier fort/pivot au Boulazac Basket Dordogne.
Il mesure 2,02 ce qui en fait un intérieur de petite taille.

## Biographie
Il débute le basket au lycée WD Mohammed High School d'Atlanta.
Après avoir joué quatre ans de basket universitaire à Georgia State, Krubaly se présente à la draft 2010 de la NBA. Il n'est cependant pas choisi.
Sa carrière professionnelle commence avec les Essex Leopards (en). Après une première saison pleine disputée en Angleterre, il signe le 21 novembre 2012 au Den Helder, aux Pays-Bas.
Il joue ensuite au KK Grosuplje (en) en championnat slovène. Il termine la saison en étant meilleur marqueur, meilleur rebondeur et est logiquement élu MVP. Il obtient la même récompense l'année suivante avec le club italien de Legnano (en).
S'ensuivent des passages en Grèce, au Kazakhstan, en Israël, en France et à Chypre.
Le 3 novembre 2023 il signe avec les Niners Chemnitz en première division allemande.
En 2025 avec le club du Boulazac Basket Dordogne il remporte le titre de champion de France de Pro B.

## Vie privée
Krubally est fiancé à la joueuse néerlandaise de basket-ball Demelza Ten Caat. Ils ont deux fils, Zayn et Omari.

## Palmarès
- 2012 : Vainqueur de la NBL anglaise
- 2014 : MVP du Championnat de Slovénie
- 2014 : Meilleur marqueur du Championnat de Slovénie
- 2014 : Meilleur rebondeur du Championnat de Slovénie
- 2014 : Meilleure évaluation du Championnat de Slovénie
- 2015 : MVP de SERIE A2
- 2017 : Vainqueur du championnat kazakh
- 2022 : Vainqueur de la Super-Coupe de Chypre
- 2024 : Vainqueur de la Coupe d'Europe FIBA 2023-2024
- 2025 : Champion de France de Pro B